# Lutheran
Lutheran – dzielnica miasta Lübz w Niemczech, w kraju związkowym Meklemburgia-Pomorze Przednie, w powiecie Ludwigslust-Parchim, w związku gmin Eldenburg Lübz. Do 24 maja 2014 samodzielna gmina.